# Mavinakoppa, Hosanagara
Mavinakoppa là một làng thuộc tehsil Hosanagara, huyện Shimoga, bang Karnataka, Ấn Độ.